# Irène Némirovsky
Irène Némirovsky (Kiev, 11 de febrero de 1903-campo de concentración de Auschwitz, 17 de agosto de 1942) fue una escritora nacida en el Imperio ruso que vivió en Francia desde su juventud y escribió en francés. Fue deportada a Alemania bajo leyes raciales por su origen judío, a pesar de haberse convertido al catolicismo en 1939, y murió en Auschwitz a los 39 años.

## Biografía
Irène Némirovsky era hija de un banquero judío ruso, Léon Némirovsky. Fue educada por una institutriz francesa, de modo que el francés fue prácticamente su lengua materna; su madre, Fanny (1887-1989), no mostró mucho interés por ella. También hablaba ruso, polaco, inglés, vasco, finés y yiddish. En diciembre de 1918, después de que los bolcheviques pusieran precio a la cabeza de su padre, su familia escapó de la revolución rusa y permaneció un año en Finlandia. En julio de 1919, llegaron a Francia. A la edad de 16 años pudo retomar sus estudios y obtuvo en 1926 la licenciatura en Letras en la Sorbona. A los 18 años comenzó a escribir.
En 1926, Némirovsky se casó con Michel Epstein, un ingeniero transformado en banquero; tuvieron dos hijas: Denise, en 1929; y Élisabeth, en 1937. La familia Epstein se instaló en París.
En 1929 envió su novela David Golder a la editorial Grasset. Temiendo el rechazo, no incluyó en el sobre ni su nombre ni su dirección. El editor tuvo que publicar un anuncio en la prensa para poder conocer al autor de aquella obra audaz, cruel y brillante. Su editor, Bernard Grasset, la proyectó entonces en los salones y medios literarios. La novela fue apreciada por escritores tan diferentes como Joseph Kessel, que era judío, o Robert Brasillach, que era antisemita. Del libro se hicieron adaptaciones para el teatro y el cine en 1930.
En 1930 editó El baile, que narra el difícil paso de una adolescente a la edad adulta. La adaptación al cine sería la revelación de Danielle Darrieux. Némirovsky se transformó en una consejera literaria, amiga de Joseph Kessel y Jean Cocteau.
Siendo una escritora en lengua francesa reconocida e integrada en la sociedad francesa, el gobierno francés, sin embargo, rechazó su petición de nacionalización en 1938, en una actitud de antisemitismo. Finalmente, el 2 de febrero de 1939, ella y toda su familia se convirtieron al catolicismo.
Víctimas de las leyes antisemitas promulgadas en octubre de 1940 por el gobierno de Vichy, Epstein no pudo trabajar más en la banca y a Némirovsky le impidieron publicar. Se refugiaron entonces en Issy-l'Évêque, donde habían mandado a sus hijas en 1939 junto a la familia de su niñera. Allí se dedicó a escribir, aunque no podía publicar. Ella y su marido llevaron la estrella amarilla.
El 13 de julio de 1942, Némirovsky fue arrestada por la gendarmería francesa e internada en el campo de Pithiviers; muy pronto sería deportada a Auschwitz, donde murió de tifus el 17 de agosto de 1942. El mismo día del arresto, su marido emprendió innumerables gestiones para lograr su liberación y finalmente fue arrestado y deportado a Auschwitz en octubre de 1942. Ahí, al poco tiempo de llegar, fue asesinado en la cámara de gas el 6 de noviembre de 1942.

## El descubrimiento de una escritora
Después del arresto de sus padres, Denise y Élisabeth Epstein vivieron escondidas durante la guerra, ayudadas por amigos de la familia y llevando siempre la valija con los manuscritos inéditos confiados por su madre, entre ellos el de Suite francesa. Eran dos partes de una novela inacabada que tiene por escenario el éxodo de 1940, la ocupación alemana en Francia y la pérdida del mundo normal; es un relato claro e inteligente de la desaparición de la Francia que existió o que quizás nunca existió realmente. En ella se describe la sociedad de la Francia de Vichy dibujando escenas de convivencia entre sus miembros y el invasor. Además de esas dos partes tenía recogidas numerosas notas de las sucesivas y de posibles cambios en los ya realizados. No la pudo finalizar porque fue detenida y deportada a Auschwitz, donde moriría poco tiempo después. Fue publicada en 2004. Recibió el Premio Renaudot a título póstumo.
Las dos hijas han conservado la memoria de su madre con varias reediciones. En 1992, su hija Élisabeth Gille, que dirigió en la editorial Denoel la colección Présence du Futur, publicó las memorias soñadas de su madre, El mirador.

## Obras

### Novelas
- El malentendido (Le Malentendu, publicada en la revista Les Œuvres Libres en 1926 y como libro en 1930).
- Un niño prodigio (L'Enfant génial, publicada en la revista Les Œuvres Libres en 1927 y como libro en 1992).
- La enemiga (L'Ennemie, publicada en la revista Les Œuvres Libres en 1928 e incluida en el primer volumen de las Œuvres complètes de la autora en 2011).
- David Golder (1929).
- El baile (Le Bal, publicada en la revista Les Œuvres Libres en 1929 y como libro en 1930).
- Nieve en otoño (Les Mouches d'automne, 1931).
- El caso Kurílov (L'Affaire Courilof, publicada en la revista Les Annales Politiques et Littéraires en 1932 y como libro en 1933).
- El peón en el tablero (Le Pion sur l'échiquier, publicada  en la revista L'Intransigeant en 1933 y como libro en 1934).
- El vino de la soledad (Le Vin de solitude, publicada en la revista Revue de Paris en 1935 y como libro ese mismo año).
- Jezabel (Jézabel, publicada en la revista Marianne en 1935 y como libro en 1936).
- La presa (La Proie, publicada en la revista Gringoire en 1936 y como libro en 1938).
- Dos (Deux, publicada en la revista Gringoire en 1938 y editada como libro en 1939).
- El maestro de almas (Le Maître des âmes, publicada bajo el título Les Échelles du Levant en la revista Gringoire en 1939 y como libro en 2005).
- Los perros y los lobos (Les Chiens et les Loups, publicada en la revista Candide en 1939 y como libro en 1940).
- Los bienes de este mundo (Les Biens de ce monde, publicada en la revista Gringoire en 1941 y como libro en 1947).
- Los fuegos de otoño (Les Feux de l'automne, 1957, obra póstuma).
- Suite francesa (Suite française, 2004, obra póstuma).
- El ardor en la sangre (Chaleur du sang, 2007, obra póstuma).

### Colecciones de cuentos[4]
- Films parlés (1934, cuatro relatos escritos como esbozos de guiones cinematográficos: "Film parlé", "La Comédie bourgeoise", "Les Fumées du vin" e "Ida")
- Domingo (Dimanche et autres nouvelles, quince relatos publicados entre 1934 y 1940 en revistas y publicados como libro en 2000)
- Destinées et autres nouvelles (catorce relatos reunidos en volumen póstumamente, en 2004)
- Les Vierges et autres nouvelles (doce cuentos reunidos en volumen póstumamente, en 2009)
- Nonoche. Dialogues comiques (2012)

### Biografía
- La vida de Chéjov (La Vie de Tchekhov, 1946)

### Epistolario
- Cartas de una vida (Lettres d'une vie, 2021)

## Ópera
En marzo de 2010 se estrenó la ópera Le Bal (El Baile), de Oscar Strasnoy, en la Ópera de Hamburgo, con un libreto de Matthew Jocelyn.